# اینتر جت
اینتر جت (انگلیسی: Interjet) شرکت هواپیمایی مکزیکی است، که در سال ۲۰۰۵ تأسیس شد.